# Réserve de biosphère de Dimonika
La réserve de biosphère de Dimonika est une réserve de biosphère du Congo-Brazzaville reconnue par l'UNESCO en 1988. Elle est située dans le massif du Mayombe, dans le département du Kouilou à 50 km de la côte atlantique.
Dotée d'une surface de 1 360 km2, elle est gérée par le Ministère de la Recherche Scientifique des Eaux et Forêts.
En 2020, la déforestation et l'orpaillage artisanal menace la disparition de la totalité de la réserve.